# Enicospilus bimaculator
Enicospilus bimaculator är en stekelart som beskrevs av Aubert 1979. Enicospilus bimaculator ingår i släktet Enicospilus och familjen brokparasitsteklar. Inga underarter finns listade i Catalogue of Life.